# Сыворотка крови
Сы́воротка кро́ви — плазма крови, лишённая фибриногена. Сыворотки получают либо путём естественного свёртывания плазмы (нативные сыворотки), либо осаждением фибриногена ионами кальция. В сыворотках сохранена большая часть антител, а за счёт отсутствия фибриногена значительно увеличивается стабильность.
Сыворотку выделяют при анализе крови на инфекционные заболевания, при оценке эффективности вакцинации (титр антител), а также при биохимическом анализе крови.
Имму́нные сы́воротки (антисы́воротки) — сыворотки крови, содержащие антитела против определённых антигенов. Бывают диагностические и лечебно-профилактические. Вводятся больному в лечебных целях или в качестве временной защиты (для создания пассивного иммунитета) от различных заболеваний. Иммунные сыворотки используют в качестве лекарственных препаратов при многих инфекционных заболеваниях (столбняке, дифтерии, гриппе) и отравлениях (яды змей, ботулотоксин). Метод лечения кровяными сыворотками (серотерапию) разработали в конце XIX века Эмиль Адольф фон Беринг, Китасато Сибасабуро, Эмиль Ру и Александр Йерсен. 
Сыворотки, меченные ферментами, радионуклидами и люминофорами, применяют в диагностике некоторых заболеваний и в научных исследованиях.